# 2000 في الهند
فيما يلي قوائم الأحداث التي وقعت خلال عام 2000 في الهند.

## أفلام
من الأفلام التي صدرت هذه السنة في الهند:
- 1 يناير – جوش من إخراج منصور خان [الإنجليزية]‏.
- 1 يناير – خيلادي 420 من إخراج ناريج فورا.
- 1 يناير – مهمة كشمير من إخراج فيدو فينود تشوبرا.
- 1 يناير – نبض القلب من إخراج دارميش دارشان [الإنجليزية]‏.
- 27 أكتوبر – موهبتين من إخراج أديتيا شوبرا.[1]

## برامج ومسلسلات وأنمي
- فرصة ثانية

## مواليد

### فبراير
- 12 فبراير – مينون ممثل هندي.

### أبريل
- 5 أبريل – عيوش ماهيش كاديكار ممثل هندي.

### مايو
- 30 مايو – بارث بالوراو ممثل هندي.

### سبتمبر
- 13 سبتمبر – سيدهارث نيغام ممثل هندي.

## وفيات

### سبتمبر
- 10 سبتمبر – زيب النساء حميدالله (مواليد 1921) كاتبة باكستانية.